# Extreme Behavior
Extreme Behavior è l'album di debutto della rock band Hinder. È uscito nel 2005 con recensioni quasi all'unanimità negative, prima di diventare disco di platino nel settembre 2006. Tutti i testi sono stati scritti insieme a Brian Howes tranne Shoulda, scritta in collaborazione con Brian Howes e i Social Code. La canzone "Running In The Rain" è rimasta esclusa dall'album ma è stata comunque suonata ai concerti nel loro tour nordamericano.

## Uscita
Il primo singolo (e la canzone che ha dato attenzione alla band) è stato Get Stoned. L'album contiene anche il singolo più apprezzato degli Hinder, Lips of an Angel, arrivato alla numero 1 nelle classifiche pop nel 2006. Il terzo singolo del disco è stato How Long che è ancora messo in onda dalle stazioni rock in tutti gli USA, mentre "Better Than Me" è il quarto singolo estratto.

## Copertina
La copertina è quasi identica a quella del libro How to Tell a Naked Man What to Do: Sex Advice from a Woman Who Knows di Candida Royalle eccetto che, nel libro, l'intimo della modella è nero. Una delle immagini della copertina è stata cambiata e le immagini davanti alla modella sono state modificate per includere i membri degli Hinder, mentre la copertina alternativa è stata utilizzata in mercati conservatori come le Filippine e il Medio Oriente. La donna nella copertina originale non è l'attrice Katherine Heigl, diversamente da quanto annunciato.

## Accoglienza
In linea generale le recensioni della critica sono state negative. Il disco è stato considerato come uno dei peggiori del 2005 da All Music Guide (1 stella e mezzo su 5). Secondo All Music Guide, "gli Hinder sono così enormemente monotoni che non sembrano appassionati di musica, ma fan del dammi il cinque".

## Tracce
1. Get Stoned – 3:38
2. How Long – 3:24
3. By the Way – 3:51
4. Nothin' Good About Goodbye – 3:52
5. Bliss (I Don't Wanna Know) – 3:50
6. Better Than Me – 3:43
7. Room 21 – 3:43
8. Lips of an Angel – 4:21
9. Homecoming Queen – 4:38
10. Shoulda – 3:17

Tracce bonus dell'edizione inglese
1. Lips of an Angel (Acoustic Version) – 4:20
2. Room 21 (Piano Version) – 3:31

Tracce bonus dell'edizione iTunes
1. Get Stoned (Piano Version) – 3:34

## Riedizione di Wal-Mart
L'album è stato rieditato per il retailer Wal-Mart. Il primo CD dell'album è stato pubblicato in versione censurata ed è stato aggiunto un secondo CD con 4 tracce bonus.
1. Get Stoned (Live version) – 6:25
2. Room 21 (Live version) – 5:35
3. Bed of Roses (cover dei Bon Jovi) – 5:58
4. Take Me Home Tonight (cover di Eddie Money) – 3:37

## Deluxe Edition
La versione deluxe contiene la tracklist standard e include il DVD "You Can't Make This Sh*t Up".

### CD
Contiene la tracklist originale e due bonus track.
1. Born to Be Wild (Cover degli Steppenwolf) – 4:02
2. Get Stoned (Piano Version) – 3:32

### DVD
1. "Better Than Me" (video)
2. "Lips of an Angel" (video)
3. "Get Stoned" (video)
4. "Born To Be Wild" (video)
5. "Concerto live dall'Alliant Energy Center di Madison, Wisconsin filmato il 9 maggio 2007.

## Singoli
- 2005: "Get Stoned"
- 2006: "Lips of an Angel"
- 2006: "How Long"
- 2007: "Better Than Me"
- 2007: "Homecoming Queen"

## Formazione
- Austin Winkler - voce
- Joe "Blower" Garvey - chitarra
- Mark King - chitarra
- Mike Rodden - basso
- Cody Hanson - batteria